# Державна думка
«Державна думка»  — український суспільно-політичний,  часопис-місячник. Заснований у Німеччині в 1945, упродовж періоду існування часопису видавався на циклостилі — та виключно для членів Антибільшовицького блоку народів. 
Одночасно з тим, як відбулось переформатування АБН у 1946 році  офіційним Друкованим органом став  «АБН-Кореспонденс» («ABN-Correspondence»), який виходив від 1949 німецькою, англійською і неперіодично французькою мовами.